# Eilema apicalis
Eilema apicalis är en fjärilsart som beskrevs av Walker 1862. Eilema apicalis ingår i släktet Eilema och familjen björnspinnare. Inga underarter finns listade i Catalogue of Life.